# کندک‌تاماک
کندک‌تاماک (انگلیسی: Kendektamak) یک شهرک در شهرستان تویمازینسکی استان باشقیرستان کشور روسیه است.